# Mammillaria matudae
Mammillaria matudae (укр. Мамілярія Матуди, Мамілярія матудає) — сукулентна рослина з роду мамілярія (Mammillaria) родини кактусові (Cactaceae).

## Історія
Вид вперше описаний мексиканським ботаніком Елією Браво-Ольїс у 1956 році в журналі Товариства любителів кактусів і сукулентів Великої Британії (англ. Cactus and Succulent Society of Great Britain) «The Cactus and Succulent Journal of Great Britain» (укр. «Журнал Великої Британії з кактусів і сукулентів»).

## Етимологія
Видова назва дана на честь мексиканського ботаніка японського походження Еїзі Матуди.

## Ареал і екологія
Mammillaria matudae є ендемічною рослиною Мексики. Ареал розташований у штаті Мехіко, поблизу гідроелектричної системи 'Miguel Aleman', у Ла-Хунта, Тінгамбато, поблизу з кордоном штату Мічоакан. Рослини зростають на висотах від 700 до 1 250 метрів над рівнем моря, ймовірно, у листяному лісі.

## Опис

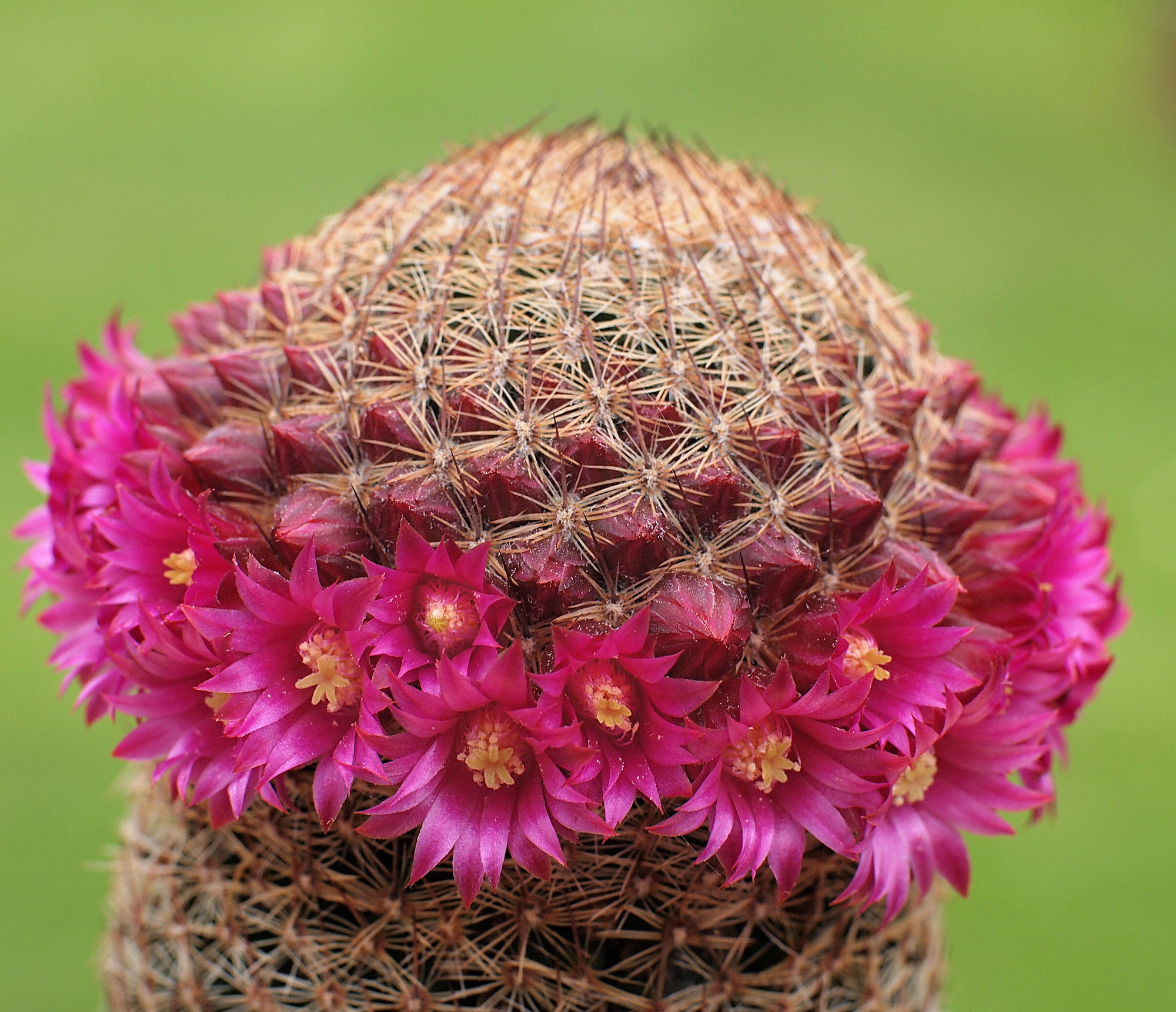
Квітуча Mammillaria matudae

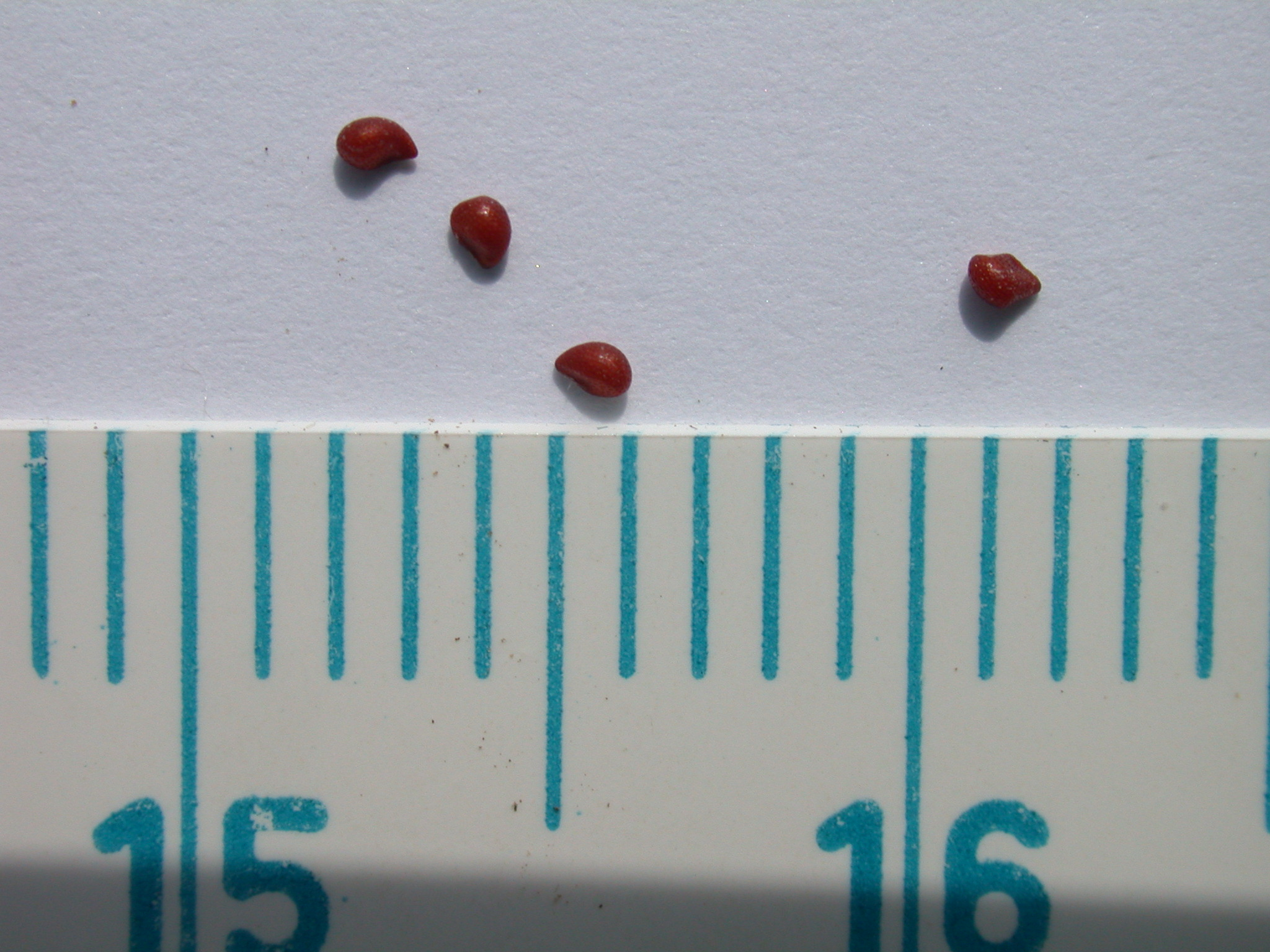
Насіння Mammillaria matudae

Рослина одиночна або кущиться в основі.
| Орган              | Опис |
| Коріння            | |
| Стебло             | подовжено-циліндричне, 10-20 см і більше заввишки, до 3 см в діаметрі.                                     |
| Епідерміс          | |
| Маміли             | конічні, з молочним соком, що витікає.                                                                     |
| Ареоли             | |
| Аксили             | голі. |
| Центральні колючки | 1, спрямована вгору, біла, з віком стає коричневою, голчаста, трохи сплюснута, завдовжки 5 мм.             |
| Радіальні колючки  | 18-20, напівпрозорі, білі з жовтуватою основою, 2-3 мм завдовжки, колючки, що розташовані внизу, найдовші. |
| Квіти              | воронкоподібні, світло-червонувато-пурпурові, до 12 мм завдовжки.                                          |
| Бутони             | |
| Зовнішні пелюстки  | |
| Внутрішні пелюстки | |
| Тичинки            | |
| Маточка            | |
| Плоди              | червоні із зеленим відтінком, до 12 мм завдовжки.                                                          |
| Насіння            | коричневе.                                                                                                 |

## Використання

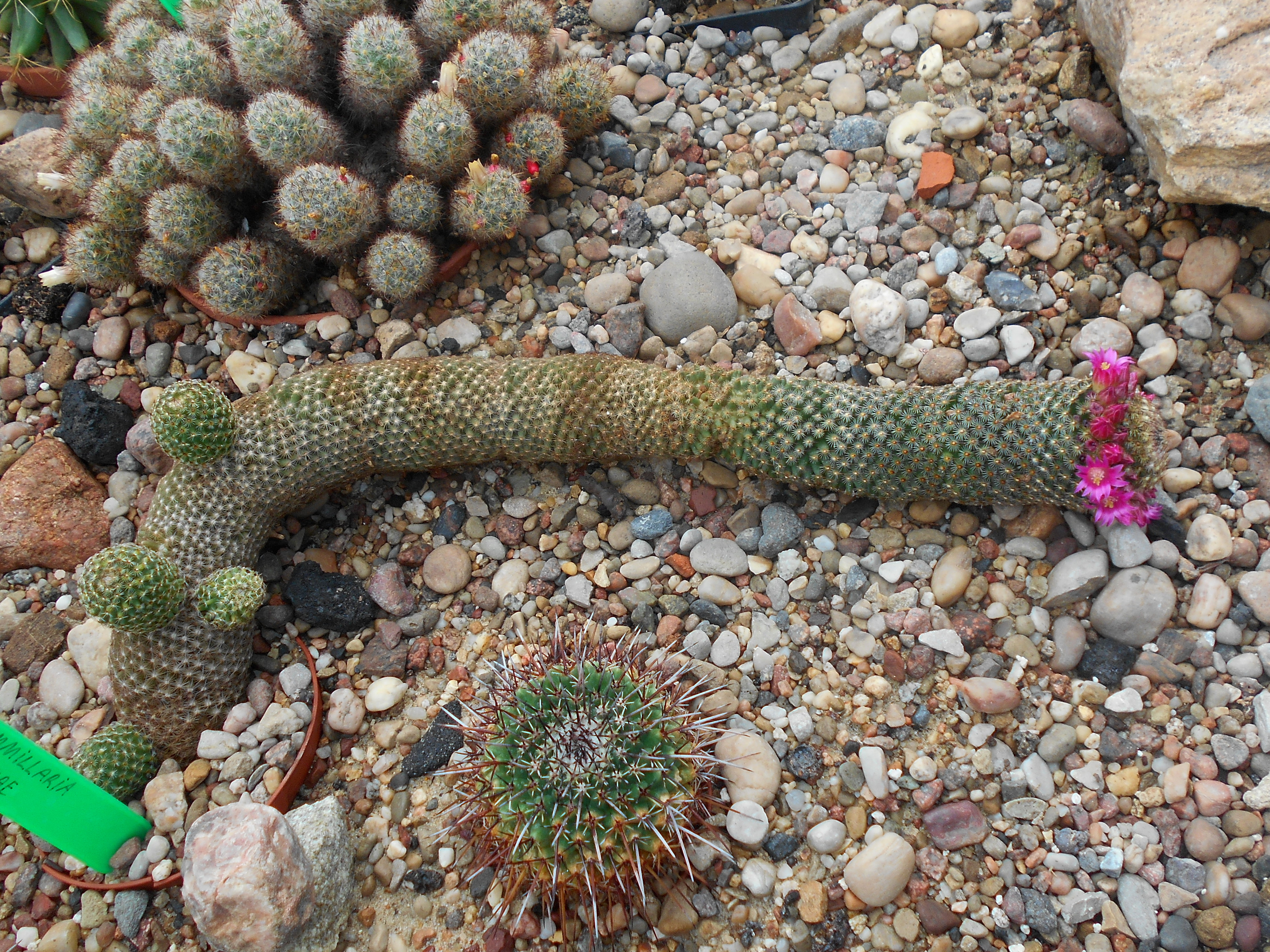
Mammillaria matudae з віком перетворюється в повзущу рослину

Інформація про використання або торгівлю цим видом відсутня.

## Чисельність, охоронний статус та заходи по збереженню
Mammillaria matudae входить до Червоного списку Міжнародного союзу охорони природи видів, даних про які недостатньо (DD).
Загрози для цього виду невідомі.
У Мексиці ця рослина занесена до національного переліку видів, що перебувають під загрозою зникнення, де вона включена до категорії «підлягають особливому захисту».
Охороняється Конвенцією про міжнародну торгівлю видами дикої фауни і флори, що перебувають під загрозою зникнення (CITES).